# Hidrocódigo
Un hidrocódigo es una herramienta informática para el modelado del comportamiento de un medio continuo. En su más puro sentido, un hidrocódigo es un código informático para modelar flujos de fluidos a todas las velocidades, aunque también puede ser usado para modelar el comportamiento de sólidos.
Los procesos naturales pueden variar notablemente en complejidad dando lugar al desarrollo de diferentes modelos y necesidades en función de la misma. Así el comportamiento de una masa suspendida en un muelle puede ser descrito completamente con ecuaciones matemáticas. En cambio, otros procesos como el impacto de un asteroide en un planeta son tan complejos que no es suficiente con una solución analítica. En estos casos; los métodos de observación y las técnicas matemáticas, usando ordenadores, proveen de la única manera de aproximar la solución. Pero si la escala del problema sobrepasa las posibilidades del laboratorio o el campo de pruebas, o las condiciones para la investigación son muy extremas, entonces los modelos numéricos se convierten en el único modo de estudiar el fenómeno.
En esencia, el código considera los efectos de las fuerzas internas y externas en un medio mallado, que representa el sistema a ser usado. Éste asume que, durante un corto período, llamado 'Timestep', estas fuerzas son constantes, usándolas para ajustar la geometría de la malla el flujo de material a través de ella. A continuación el conjunto de fuerzas es recalculado y el proceso se repite hasta que se alcanza la solución deseada.
La esencia de los hidrocódigos descansa en los siguientes pilares básicos:
- Las leyes de Newton que relacionan el conjunto de fuerzas del sistema con el movimiento del mismo. Estas a su vez están basadas en 3 principios:
  1. El principio de conservación de los momentos.
  2. El principio de conservación de masa.
  3. El principio de conservación de la energía.
- La ecuación de estado, que relaciona la presión con la densidad y la energía interna.
- El modelo constitutivo, que relaciona la tensión con un conjunto de los efectos de la deformación, la energía interna y un valor indicativo del daño.

Aunque todos los hidrocódigos usan algún tipo de ecuaciones de conservación, el código más útil depende más de la sofisticación de la ecuación de estado, del modelo constitutivo, del tipo y configuración del mallado y de la geometría del modelo.